# Аксель Нордландер
А́ксель Но́рдландер (швед. Axel Nordlander нар. 21 вересня 1879, с. Гагге, Швеція — † 30 квітня 1962, м. Гельсінборг, Швеція) — шведський вершник, що спеціалізувався на змаганнях з триборства. Дворазовий переможець літніх Олімпійських Ігор 1912 року у Стокгольмі — у індивідуальному та командному триборстві.

## Біографія
Аксель Нордландер народився у невеличкому шведському поселенні Гагге. Хлопця назвали на честь діда, який був відомим промисловцем, мав декілька лісопильних заводів та займався банківською справою. Аксель-молодший, втім, обрав іншу сферу діяльності, присвятивши себе військовій справі. Дослужився до звання ротмістра гусарського полку.
Влітку 1912 року Нордландер взяв участь у літніх Олімпійських іграх, що відбувалися у Стокгольмі та були для нього «домашніми». Аксель на коні Lady Artist брав участь у двох змагальних дисциплінах — індивідуальному та командному кінному триборстві. Перші три етапи, які включали в себе подолання дистанції довжиною 55 кілометрів, крос та стипль-чез, шведський вершник подолав бездоганно, здобувши максимальну кількість залікових очок. У конкурі Аксель показав лише 12-й результат, посідаючи перед останнім змагальним етапом 9-те місце у загальному заліку. Втім, після виїздки верхні позиції турнірної таблиці кардинально змінилися — завдяки 2-му результату у цій дисципліні Нордландер зміг піднятися на першу сходинку, випередивши німецького та французького спортсменів. У командному заліку шведським вершникам також не було рівних, тож до «золота» у особистих змаганнях Аксель зміг додати ще одне — за перемогу у складі збірної Швеції. Ця Олімпіада була єдиною у кар'єрі шведського чемпіона.
Помер Аксель Нордландер 30 квітня 1962 року у Гельсінборзі.

## Спортивні результати[2]
| Рік  | Змагання                    | Місто     | Кінь        | МО | МК |
| ---- | --------------------------- | --------- | ----------- | -- | -- |
| 1912 | Літні Олімпійські ігри 1912 | Стокгольм | Lady Artist | 1  | 1  |